# Dariusz Dziadosz
Dariusz Antoni Dziadosz (ur. 26 listopada 1968 r. w Lidzbarku Warmińskim) – polski duchowny rzymskokatolicki, profesor nauk teologicznych w dyscyplinie nauki biblijne, kierownik Katedry Egzegezy Ksiąg Historycznych, Prorockich i Sapiencjalnych, w ramach Sekcji Nauk Biblijnych w Instytucie Nauk Teologicznych Wydziału Teologii Katolickiego Uniwersytetu Lubelskiego Jana Pawła II, wykładowca przedmiotów biblijnych w Instytucie Teologicznym w Przemyślu oraz Wyższym Seminarium Duchownym w Przemyślu.

## Życiorys
Po ukończeniu szkoły podstawowej i Liceum Ogólnokształcącego im. Mikołaja Kopernika w Krośnie nad Wisłokiem, w 1987 roku wstąpił do Wyższego Seminarium Duchownego w Przemyślu. 19 czerwca 1993 r. przyjął święcenia kapłańskie z rąk ks. abp. Józefa Michalika. Podstawowe studia filozoficzno-teologiczne uwieńczył tytułem magistra teologii uzyskanym na Katolickim Uniwersytecie Lubelskim na podstawie pracy ze Starego Testamentu pod tytułem: Człowiek stworzony na obraz Boży, napisanej pod kierownictwem ks. prof. dr. hab. Stanisława Potockiego. W latach 1993–1995 pracował w charakterze wikariusza w parafii Rymanów w archidiecezji przemyskiej. W latach 1995–2002 odbył specjalistyczne studia biblijne w Papieskim Instytucie Biblijnym w Rzymie, gdzie 30 kwietnia 2002 r. obronił pracę doktorską pt. Gli oracoli divini in 1Sam 8 - 2Re 25. Redazione e teologia nella storia deuteronomistica dei re, otrzymując stopień naukowy doktora nauk biblijnych. Po powrocie do Polski pracował przez rok jako wikariusz w parafii Strachocina, koło Sanoka. Od 2003 r. jest wykładowcą Starego Testamentu na Wydziale Teologii Katolickiego Uniwersytetu Lubelskiego oraz w Wyższych Seminariach Duchownych w Lublinie i Przemyślu. W Metropolitarnym Wyższym Seminarium Duchownym w Przemyślu od roku 2003 pełnił funkcję prefekta i wychowawcy alumnów, natomiast w latach 2007-2017 pełnił tam obowiązki rektora. 13 marca 2007 r. habilitował się na KUL-u na podstawie oceny dorobku naukowego i pracy zatytułowanej Monarcha odrzucony przez Boga i lud. Proces redakcji biblijnych tradycji o Saulu. Członek Zarządu Stowarzyszenia Biblistów Polskich w kadencji 2023–2028.

## Odznaczenia
Został odznaczony Srebrnym Krzyżem Zasługi (2023).

## Publikacje książkowe
- 2002: Gli oracoli divini in 1Sam 8–2Re 25. Redazione e teologia nella storia deuteronomistica dei re
- 2006: Monarcha odrzucony przez Boga i lud. Proces redakcji biblijnych tradycji o Saulu[4]
- 2011: Tak było na początku… Izrael opowiada swoje dzieje. Literacka i teologiczna analiza wiodących tradycji Księgi Rodzaju
- 2019: Księga Sędziów. Rozdziały 1-5. Wstęp – Przekład z oryginału – Komentarz[8]
- 2019: Księga Sędziów. Rozdziały 6-12. Wstęp – Przekład z oryginału – Komentarz[9]